# Mago-Halmi Tesserae
Mago-Halmi Tesserae zijn tesserae op de planeet Venus. De Mago-Halmi Tesserae werden in 1997 genoemd naar Mago-Halmi, een Koreaanse helpende godin.
De tesserae hebben een diameter van 400 kilometer en bevinden zich in het quadrangle Atalanta Planitia (V-4).